# Mustaphato Salicio

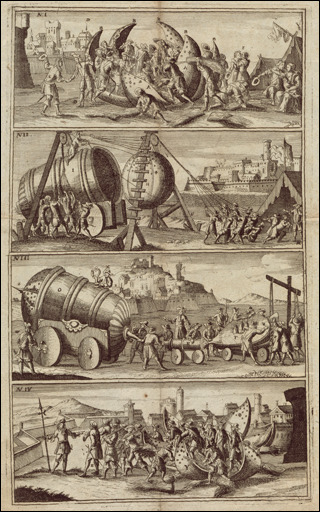
Vier Kupferstiche aus der Veröffentlichung von Mustaphato Salicio

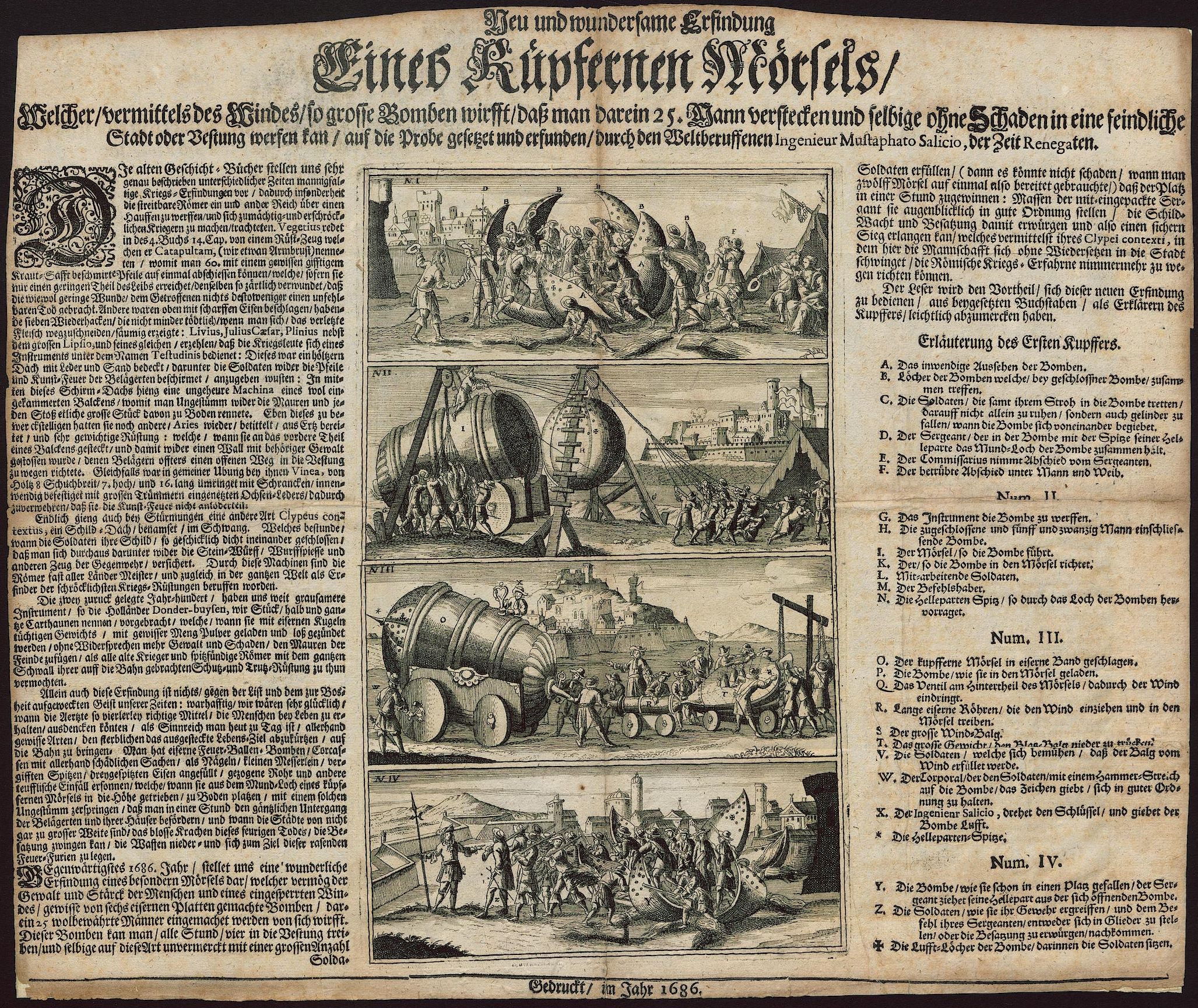
„Neu und wundersame Erfindung Eines Küpfernen Mörsels“

Mustaphato Salicio war um 1686 ein phantasievoller Ingenieur mit utopischen Ideen.
Er veröffentlichte in 4 Kupferstichen die neue und verwunderliche Erfindung eines kupfernen Mörsers, der durch komprimierte Luft angeblich so große Bomben werfen konnte, dass man darin 25 Soldaten verstecken konnte und diese ohne Schaden in eine feindliche Stadt oder Festung werfen konnte.

## Weblink
- Veröffentlichung von Mustaphato Salicio in der Universitätsbibliothek Tübingen

| Personendaten    | Personendaten                        |
| ---------------- | ------------------------------------ |
| NAME             | Salicio, Mustaphato                  |
| KURZBESCHREIBUNG | Ingenieur                            |
| GEBURTSDATUM     | 17. Jahrhundert                      |
| STERBEDATUM      | 17. Jahrhundert oder 18. Jahrhundert |